# Зеда Сакара
Зеда Сакара (груз. ზედა საქარა) — село в Грузії.
За даними перепису населення 2014 року в селі проживає 2099 особи.